# Zaječí
Zaječí (en allemand : Saitz) est une commune du district de Břeclav, dans la région de Moravie-du-Sud, en République tchèque. Sa population s'élevait à 1 424 habitants en 2020.

## Géographie
Zaječí se trouve à 6 km au sud-ouest de Velké Pavlovice, à 16 km au nord-nord-est de Břeclav, à 38 km au sud-sud-est de Brno et à 216 km au sud-est de Prague.
La commune est limitée par Starovičky au nord, par Velké Pavlovice et Rakvice à l'est, par Přítluky au sud, et par Bulhary, Přítluky et Šakvice à l'ouest.

## Histoire
La première mention écrite de la localité date de 1252.